# Gibberosus myersi
Gibberosus myersi is een vlokreeftensoort uit de familie van de Megaluropidae. De wetenschappelijke naam van de soort is voor het eerst geldig gepubliceerd in 1980 door McKinney.